# Карнак (Казахстан)
Карна́к (каз. Қарнақ) — село у складі Кентауської міської адміністрації Туркестанської області Казахстану. Адміністративний центр Карнацького сільського округ.
До 1992 року село називалось Атабай.
Населення — 12860 осіб (2021; 10246 у 2009, 7305 у 1999, 6688 у 1989).